# Francesc de Sanç i de Miquel
Francesc de Sanç i de Miquel (Barcelona, 1667 – Viena, 1757), fou un militar austriacista català. Fou membre de l'Acadèmia dels Desconfiats des de la seva quarta sessió, de 22 de juliol de 1700, presidida pel lloctinent de Catalunya Jordi de Hessen-Darmstadt. Lluità a favor de l'arxiduc Carles durant la guerra de Successió com a tinent coronel del regiment de la Diputació des del 1705, amb actuacions a Solsona, Cardona i a Castellciutat, i en el setge de Barcelona. Fou empresonat a Hondarribia i a Segòvia i passà posteriorment a exiliar-se a la cort imperial de Carles VI.